# Sergio Pininfarina
Sergio Pininfarina (nacido como Sergio Farina el 8 de septiembre de 1926 en Turín, Italia - fallecido el 3 de julio de 2012) fue un famoso diseñador de automóviles, ingeniero y político italiano, vinculado a la empresa de su familia, la fábrica de carrocerías Pininfarina.

## Semblanza
Después de graduarse de ingeniero mecánico del Politécnico de Milán, se unió a la empresa Carrozzeria Pininfarina, de su padre Giovanni Battista Farina,  donde se convirtió rápidamente en parte integrante de la empresa, y durante su carrera supervisó muchos diseños (sobre todo para Ferrari), por los que la empresa es famosa. En 1961 su familia se cambió el apellido de Farina a Pininfarina, para que coincida con el de la empresa, por decreto del presidente italiano.
Después de la muerte de su padre en 1966, Pininfarina fue nombrado presidente de la empresa. Además, fue presidente de la Confindustria desde 1988 hasta 1992. En octubre de 2005 fue nombrado senador vitalicio de la República Italiana por Carlo Azeglio Ciampi (junto con Giorgio Napolitano). En 2008, Sergio fue nombrado Presidente Honorario de Pininfarina, con Airam Pininfarina sucediéndolo él como Presidente y CEO.
Falleció en 2012 en Turín, a los 85 años de edad.

## Distinciones honoríficas
- Caballero de la Orden al Mérito en el Trabajo.
- Oficial de la Legión de Honor.